# Pfarrkirche Pölling

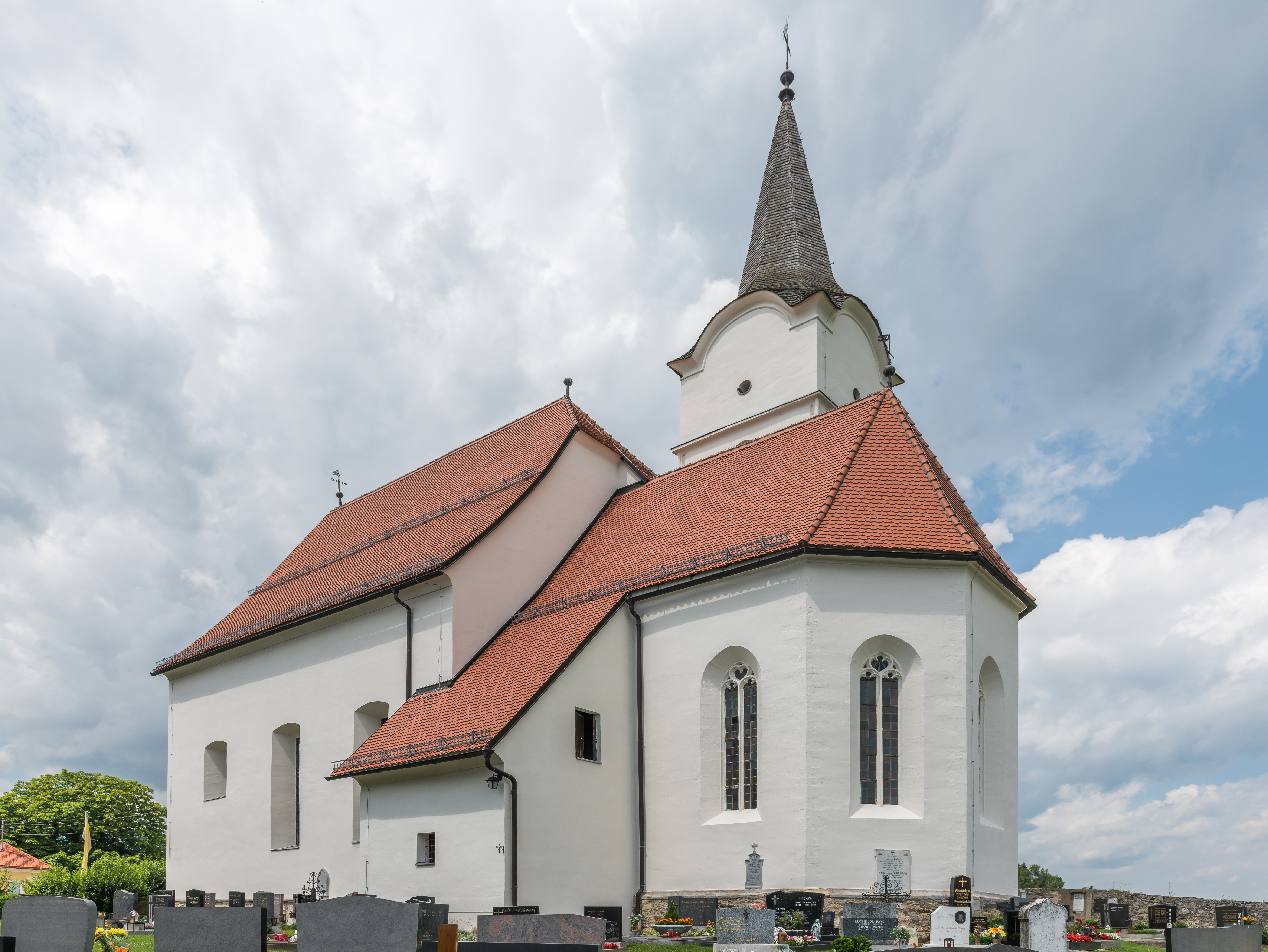
Katholische Pfarrkirche hl. Johannes der Täufer in Pölling

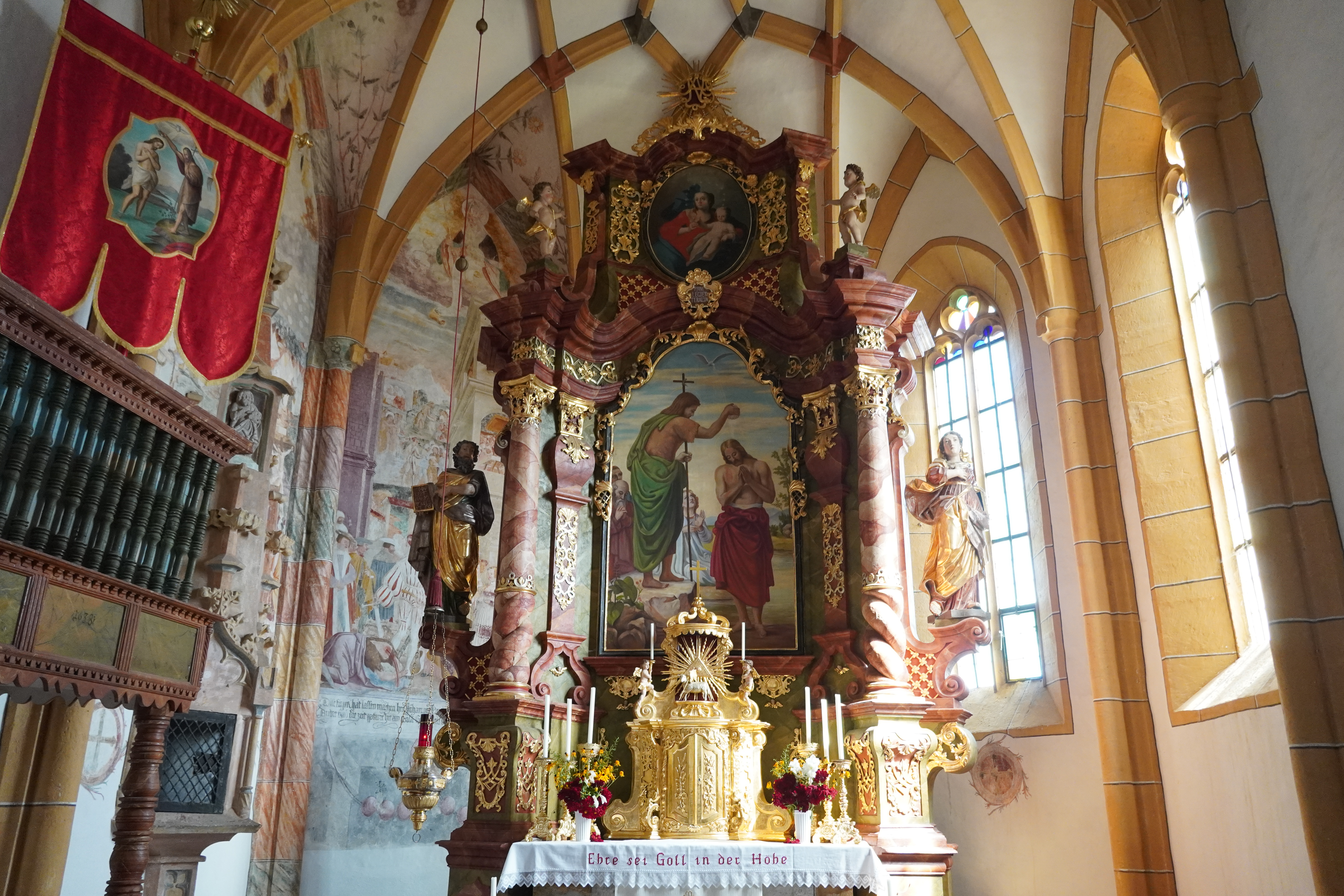
Ansicht des barocken Hochaltars

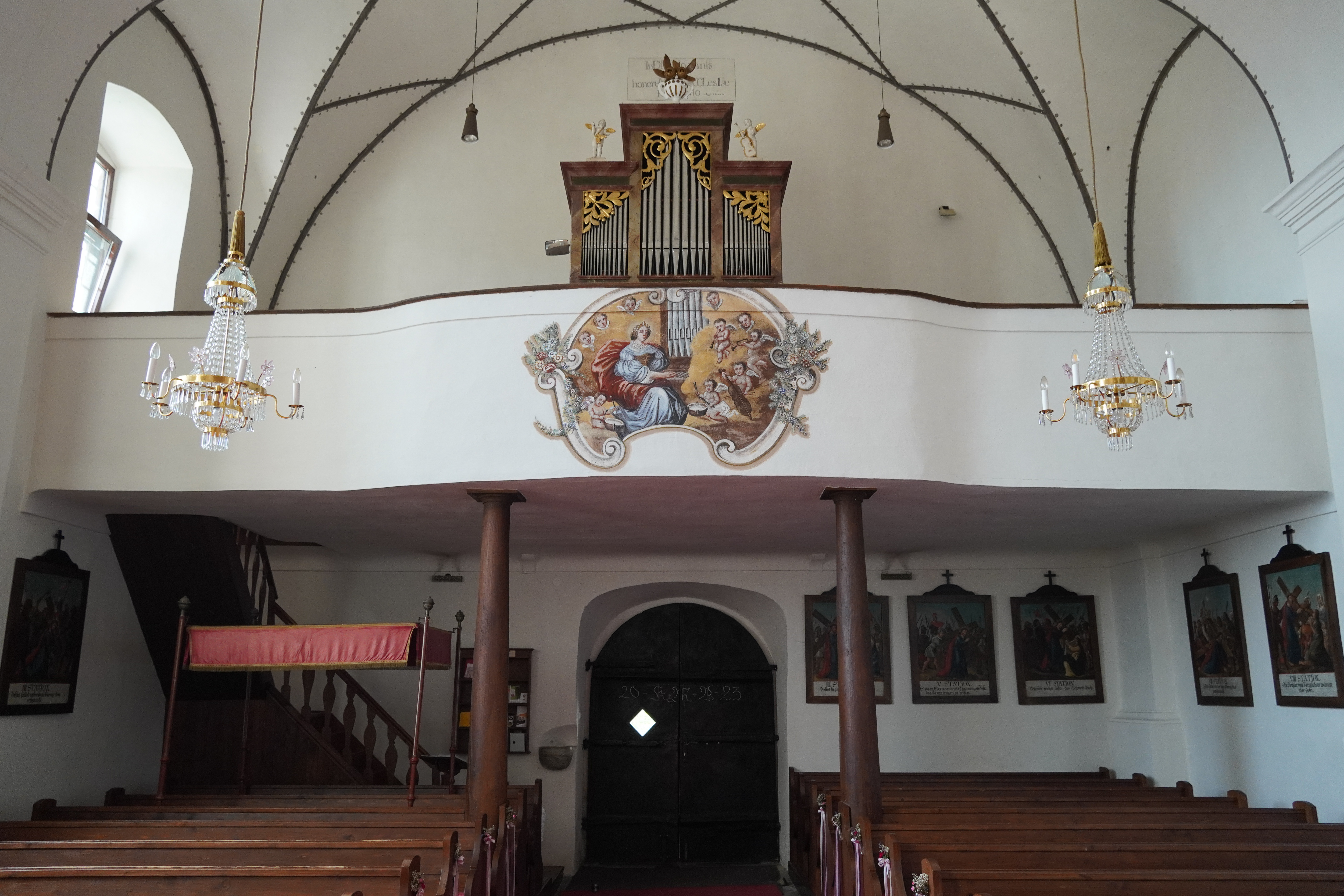
Blick zur Empor mit der Kirchenorgel

Die Pfarrkirche Pölling steht in der Ortschaft Pölling in der Stadtgemeinde Sankt Andrä im Bezirk Wolfsberg in Kärnten. Die unter dem Patrozinium heiliger Johannes der Täufer stehende römisch-katholische Pfarrkirche gehört zum Dekanat St. Andrä in der Diözese Gurk-Klagenfurt. Die Kirche und der Friedhof stehen unter Denkmalschutz (Listeneintrag).

## Geschichte
Urkundlich wurde 1314 eine Kirche genannt.

## Architektur
Der Kirchenbau mit einem breiten barocken Langhaus und einem gotischen Chor und Nordturm ist von einem ehemals wehrhaften ummauerten Friedhof umgeben. Der Turm hat ein Glockengeschoß mit profilierten Rundstäben an den Ecken mit spitzbogigen Schallöffnungen und trägt einen Spitzhelm.
Das Kircheninnere zeigt ein Langhaus unter einem Tonnengewölbe mit Stichkappen über Pilastern, das Gewölbe ist gegliedert mit einem Gratnetz und dazwischen Sonnen, Rosetten und Vierpässe aus Stuck. Die leicht vorschwingende Holzempore auf Holzsäulen. Der schmale hohe gotische Triumphbogen nennt mit Inschrift über dem Bogen 1655. Der zweijochige Chor mit einem Fünfachtelschluss hat eine Sternrippengewölbe auf Runddiensten und profilierten Wandvorlagen, die Schlusssteine zeigen einen Stern, Rosette und ein Meisterzeichen. Die südliche kreuzgratgewölbte Sakristei wurde barockisiert. Im Chor führt nördlich eine gotisch profiliertes Portal mit einer eisenbeschlagenen Tür zum kreuzgratgewölbten Turmerdgeschoß. Die Holzempore an der nördlichen Chorwand mit gedrechselten Stützen und Balustern nennt 1638, die Empore hat ein rundbogiges Portal in das Turmobergeschoß. Der Chor hat drei zweibahnige Maßwerkfenster, das Sakramentenhäuschen mit 1533 hat Fialen- und Krabbenschmuck und zeigt in einem Relief Johannes der Täufer.
Die Wandmalerei der Renaissance, an der nördlichen Chorschlusswand typologische Szenen Eherne Schlange, Kruzifix, nordöstlich Szenen aus dem Leben des Johannes der Täufer gestiftet laut Inschrift vom Pfarrer ... Johanns Neupekh von Schtraswalhen ... 1539.

## Ausstattung
Der barocke Hochaltar aus 1750 trägt die Figuren Zacharias und Elisabeth und zeigt das Altarblatt Taufe Christi aus 1945/1950, im Aufsatz das Ovalbild Madonna. Die Seitenaltäre tragen links die Statue Immaculata und rechts ein Kruzifix aus der Mitte des 18. Jahrhunderts. Es gibt sechs Statuen von einem neugotischen Altar um 1900.
Es gibt Leinwandbilder Rosenkranzmadonna, Dominikus und Katharina von Siena mit Stiftern aus dem 17. Jahrhundert. Ein Votivbild mit den Wetterheiligen Johannes und Paulus nennt 1763.